# 芝加哥交響中心
芝加哥交響中心（英文：Symphony Center）是一個音樂綜合大樓，位於芝加哥南密歇根大道（Michigan Avenue），是芝加哥交響樂團的駐團場所。芝加哥交響中心包括一個有2,522個座位的「管弦樂廳」（Orchestra Hall）、格蘭傑宴會廳（Grainger Ballroom）、多層圓形大廳、餐廳和行政辦公室。該管弦樂廳（Orchestra Hall）己在1994年4月19日被納入為美國國家歷史地標。

## 歷史
1904年，管弦樂廳（Orchestra Hall）的設計是由著名的芝加哥建築師丹尼爾·伯納姆（Daniel Burnham）設計。窗口外面都刻上了包括巴赫、莫扎特、貝多芬、舒伯特、瓦格納多個著名音樂家的名稱。

## 請參見
- 芝加哥交響樂團

## 外部連結
Symphony Center Chicago, IL - tickets, information, reviews: （页面存档备份，存于）